# (32645) 2763 P-L
2763 P-L (asteroide 32645) é um asteroide da cintura principal. Possui uma excentricidade de 0.06168720 e uma inclinação de 2.07554º.
Este asteroide foi descoberto no dia 24 de setembro de 1960 por Cornelis Johannes van Houten e Ingrid van Houten-Groeneveld e Tom Gehrels em Palomar.